# Tantangan
Tantangan (Bayan ng Tantangan) är en kommun i Filippinerna. Kommunen ligger på ön Mindanao, och tillhör provinsen Södra Cotabato. Folkmängden uppgår till 32 636 invånare.
Tantangan är indelat i 13 barangayer.